# Liste der Monuments historiques in Cinqueux
Die Liste der Monuments historiques in Cinqueux führt die Monuments historiques in der französischen Gemeinde Cinqueux auf.

## Liste der Bauwerke
| Bezeichnung                           | Beschreibung                  | Standort | Kennzeichnung | Schutzstatus | Datum | Bild           |
| ------------------------------------- | ----------------------------- | -------- | ------------- | ------------ | ----- | -------------- |
| Reste eines Hauses mit gewölbtem Saal | Erbaut im 12./13. Jahrhundert | (Lage)   | PA00114594    | Inscrit      | 1927  | weitere Bilder |

## Liste der Objekte
| Bezeichnung                                                       | Beschreibung                                              | Standort                       | Kennzeichnung | Schutzstatus | Datum | Bild           |
| ----------------------------------------------------------------- | --------------------------------------------------------- | ------------------------------ | ------------- | ------------ | ----- | -------------- |
| Taufbecken                                                        | Kalkstein, 13. Jahrhundert                                | in der Kirche St-Martin (Lage) | PM60000536    | Classé       | 1909  | weitere Bilder |
| Skulptur Der heilige Martin teilt seinen Mantel mit einem Bettler | Eichenholz, polychrom gefasst, Mitte des 16. Jahrhunderts | in der Kirche St-Martin (Lage) | PM60000537    | Classé       | 1960  | weitere Bilder |